# 玉米村
玉米村（とおまいむら）は秋田県由利郡にあった村。現在の由利本荘市東端、石沢川中流、国道107号沿線にあたる。

## 地理
- 山：檜山、高館山、虚空蔵山、高薬師山、浅田山、仲ノ沢山、元鳥山
- 河川：石沢川

## 歴史
- 1889年（明治22年）4月1日 - 町村制の施行により、館合村、田代村、黒淵村の区域をもって発足。
- 1955年（昭和30年）7月23日 - 下郷村と合併して東由利村が発足。同日玉米村廃止。

## 交通

### 道路
- 本荘街道（現・国道107号）

## 著名出身者
- 小松耕輔 (作曲家)
- 小松平五郎 (作曲家)